# Choujin X
Choujin X (яп. 超人X, Chōjin Ekkusu, укр. Чоджін Ікс) — японська серія манґи, написана та проілюстрована Суї Ішідою. Вона нерегулярно публікується на сайті Tonari no Young Jump видавництва Shueisha з травня 2021 року та в Weekly Young Jump з жовтня 2021 року по лютий 2022 року.

## Сюжет
Хіґаші Адзума (яп. 東 アズマ, Higashi Azuma) має чудові бойові навички та сильне почуття справедливості, а також завжди отримує гарні оцінки у своєму класі. Його друг Курохара Токіо (яп. 黒原 トキオ, Kurohara Tokio) — повна протилежність Адзумі: він не слухає на уроках і є стороннім спостерігачем, коли Адзума б'ється. Незважаючи на те, що вони різні, їхній зв'язок дуже міцний. Вони живуть у префектурі Ямато, де район майже знищили чоджіни — люди з надприродними здібностями. Коли хлопці повертаються додому, то натрапляють на чоджіна, який погрожує їх убити. Не маючи іншого способу врятуватися, вони вирішили самі стати чоджінами. Історія зосереджується навколо їхніх пригод і боротьби, коли вони намагаються орієнтуватися в хаотичному і часто небезпечному житті чоджінів.

## Публікація
Choujin X, написаний та проілюстрований Суї Ішідою, був вперше оголошений у листопаді 2020 року. З нерегулярною серіалізацією, з розділами, випущеними згідно з власним графіком Ішіди, Чоджін Ікс почав серіалізацію на вебсайті Shueisha Tonari no Young Jump 10 травня 2021 року Він також був серіалізований у Weekly Young Jump з 14 жовтня 2021 року до 4 лютого 2022 року, лише продовжуючи серіалізацію на вебсайті. 17 грудня 2021 року Shueisha випустила перші два томи-танкобони.

### Список томів
| № | Дата виходу     | ISBN                   |
| - | --------------- | ---------------------- |
| 1 | 17 грудня 2021  | ISBN 978-4-08-892166-2 |
| 2 | 17 грудня 2021  | ISBN 978-4-08-892167-9 |
| 3 | 18 травня 2022  | ISBN 978-4-08-892318-5 |
| 4 | 16 вересня 2022 | ISBN 978-4-08-892458-8 |
| 5 | 19 січня 2023   | ISBN 978-4-08-892573-8 |
| 6 | 19 травня 2023  | ISBN 978-4-08-892691-9 |
| 7 | 19 вересня 2023 | ISBN 978-4-08-892792-3 |
| 8 | 19 грудня 2023  | ISBN 978-4-08-893018-3 |

## Сприйняття
Перший і другий томи розійшлися тиражем 33 113 і 29 852 примірників (відповідно) за перший тиждень; вони продали 40 141 і 36 085 копій (відповідно) протягом другого тижня. До грудня 2022 року манґа розійшлася тиражем понад 1 мільйон копій.
Серія зайняла 13 місце в коміксах, рекомендованих працівниками національних книжкових магазинів 2023 року.